# Gonioplectrus hispanus
Gonioplectrus hispanus è l'unica specie del genere Gonioplectrus, appartenente alla famiglia (tassonomia) dei Serranidae.

## Distribuzione e habitat
Questo pesce è diffuso nell'oceano atlantico, nelle acque costiere che vanno dalla Carolina del Nord, scendendo fino al golfo del Messico (Bahamas comprese) fino al Brasile. 

Vive a profondità, da 30 a 350 m, prevalentemente nella zona circalitorale su fondi duri.

## Descrizione
Molto simile alle cernie come aspetto generale è noto soprattutto per i bellissimi colori caratterizzati da fasce longitudinali di colore alternativamente giallo oro e rosso porpora con vermicolature gialle sull'opercolo branchiale ed una macchia color rosso fuoco sulla pinna anale. La taglia nonsupera i 30 cm.

## Biologia
Pressoché ignota.

## Pesca
Viene saltuariamente catturata dai pescatori sportivi e professionali ma, date anche le modeste dimensioni, non è un specie oggetto di pesca specifica.

## Acquariofilia
Pur costituendo, per bellezza della livrea e per dimensioni, una specie adatta all'allevamento in acquario raramente viene allevata, sia per la difficoltà di portarla viva in superficie dalle alte profondità che per la quasi impossibilità di ricostruire l'ambiente adatto.